# Аксентьево (Вашкинский район)
Аксентьево — деревня в Вашкинском районе Вологодской области.
Входит в состав Киснемского сельского поселения, с точки зрения административно-территориального деления — в Киснемский сельсовет.
Расстояние по автодороге до районного центра Липина Бора — 25 км, до центра муниципального образования села Троицкое — 1 км. Ближайшие населённые пункты — Дудрово, Ляпино, Монастырская, Рогалево, Сидорово, Тарасьево, Троицкое.
По переписи 2002 года население — 14 человек.